# Monument aux héros de la guerre des Boers
Le monument aux héros de la guerre des Boers est un monument commémoratif montréalais pour rendre hommage aux soldats canadiens qui ont combattu et sont morts à la guerre des Boers (1899-1902). Il est situé au centre du square Dorchester.
Œuvre de l'artiste anglo-québécois George William Hill, il est dévoilé le 24 mai 1907. Il s'agit du premier monument équestre au Québec et le seul à Montréal,.

## L'œuvre
La statue au sommet représente, une fois et demie grandeur nature, un éclaireur de l'unité de cavalerie du Strathcona Horse avec sa monture. Cette statue de bronze est déposée sur un piédestal en granit de Stanstead sur lequel sont gravées des inscriptions rappelant la valeur des soldats tombés au champ d'honneur.
Des côtés est et ouest, des hauts-reliefs évoquent deux moments importants de l'implication canadienne dans cette guerre : la bataille de Paarleberg, représentée par la reddition des Boers à l'infanterie canadienne, et la bataille de Komati River, par la capture de fusils ennemis par l'artillerie canadienne.
Côté nord, un bas-relief en médaillon à l'effigie de Lord Strathcona (1820-1914), sous lequel se trouvent ses armoiries, rappelle sa contribution essentielle à la guerre en levant et équipant le régiment du Strathcona Horse.

## Inscriptions[4]

### Sur le devant du socle
TO
COMMEMORATE
THE
HEROIC DEVOTION OF THE CANADIANS WHO FELL IN THE
SOUTH AFRICAN WAR
AND THE VALOUR OF THEIR
COMRADES
ROYAL
CANADIAN
INFANTRY
Traduction : 
Pour commémorer le dévouement héroïque des Canadiens tombés lors de la guerre des Boers et la valeur de leurs camarades. L'Infanterie royale canadienne.

### Sur le derrière du socle
IN GRATEFUL
RECOGNITION OF THE PATRIOTISM
AND PUBLIC SPIRIT SHOWN BY LORD
STRATHCONA AND MOUNT ROYAL
IN RAISING AND EQUIPPING A REGIMENT
OF HORSE FOR SERVICE IN SOUTH
AFRICA AS AN EVIDENCE OF HIS SYMPATHY
WITH THE CAUSE OF IMPERIAL UNITY
STRATHCONNA
HORSE
Traduction :
En reconnaissance du patriotisme et de l'esprit civique démontrés par Lord Strathcona and Mount Royal en levant et équipant un régiment à cheval pour service en Afrique du Sud comme marque de sa sympathie à la cause de l'unité impériale. Le Strathcona Horse.

### Sur la face sud du socle
IMPERIUM
ET
LIBERTAS
M.C.M.
M.C.M.II.
CANADIAN
MONTREAL
RIFLES
Traduction :
Contrôle et liberté. 1900-1902. Les Canadian Montreal Rifles.

### Sur la face nord du socle
KIMBERLY
PAARDEBERD
JOHANNESBURG
MAFEKING
PRETORIA
HARTS FIVER
BELFAST
LYDENBURG
DIAMOND HILL
FABER'S PUTT'S
ROYAL
CANADIAN
ARTILLERY
Traduction :

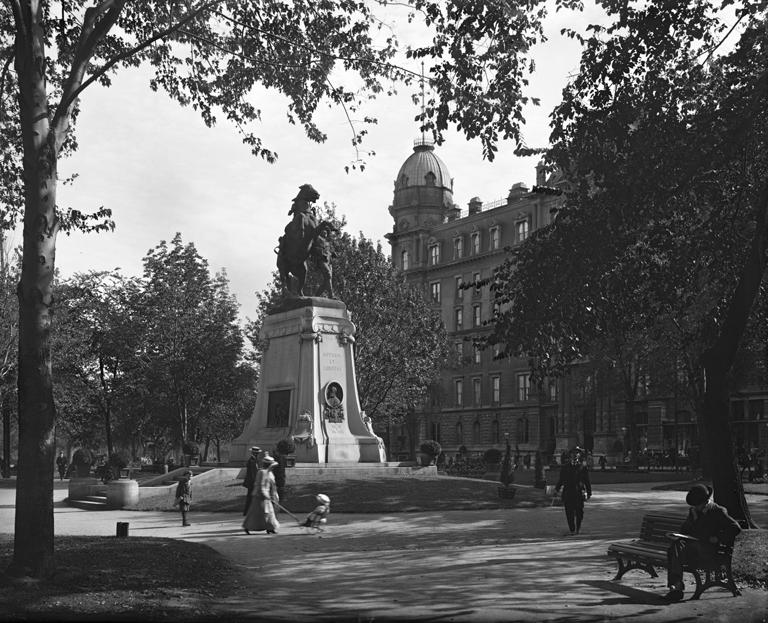
Le monument en 1915 avec l'hôtel Windsor derrière

Kimberley, Paardeberg, Johannesbourg, Mafeking, Pretoria, Harts River, Belfast, Lydenburg, Diamond Hill, Faber's Putt's. L'Artillerie royale canadienne.

### En haut du piédestal, près des pieds du soldat
GEO W HILL